# Посланик
Посланикът е висш дипломат, ръководител на посолството.
За начало на мисията на посланика се счита денят на връчването на неговите акредитивни писма от държавния глава на изпращащата държава на държавния глава на приемащата държава.
Мисията на посланика най-често завършва:
- поради изтичане на мандата, за който е изпратен (4 години за посланиците на България по действащата наредба),
- поради отзоваването му от изпращащата страна или
- поради обявяването му от приемащата страна за персона нон грата (нежелана личност).

Официалните обръщения към посланик на чужда държава са:
- за жена – Ваше/Нейно Превъзходителство г-жа (Н.Пр.), и
- за мъж – Ваше/Негово Превъзходителство г-н (Н.Пр.).

## Списъци на посланици
- Настоящи посланици в България
- Настоящи посланици на България